# Liste der Bodendenkmäler in Rednitzhembach
Auf dieser Seite sind die Bodendenkmäler in der mittelfränkischen Gemeinde Rednitzhembach zusammengestellt. Diese Tabelle ist eine Teilliste der Liste der Bodendenkmäler in Bayern. Grundlage ist die Bayerische Denkmalliste, die auf Basis des Bayerischen Denkmalschutzgesetzes vom 1. Oktober 1973 erstmals erstellt wurde und seither durch das Bayerische Landesamt für Denkmalpflege geführt wird. Die folgenden Angaben ersetzen nicht die rechtsverbindliche Auskunft der Denkmalschutzbehörde.

## Bodendenkmäler der Gemeinde Rednitzhembach

### Gemarkung Penzendorf
| Lage                            | Objekt                                                        | Akten-Nr.     | Bild |
| ------------------------------- | ------------------------------------------------------------- | ------------- | ---- |
| Penzendorf Schwabach (Standort) | Siedlung der Bronzezeit, der Urnenfelder- und der Latènezeit. | D-5-6632-0017 |      |

### Gemarkung Rednitzhembach
| Lage                      | Objekt | Akten-Nr.     | Bild |
| ------------------------- | --- | ------------- | ---- |
| Rednitzhembach (Standort) | Siedlung der Urnenfelderzeit. | D-5-6632-0046 |      |
| Rednitzhembach (Standort) | Siedlung der Urnenfelder- und der Latènezeit. | D-5-6632-0047 |      |
| Rednitzhembach (Standort) | Siedlung vorgeschichtlicher Zeitstellung. | D-5-6632-0048 |      |
| Rednitzhembach (Standort) | Freilandstation des Mesolithikums. | D-5-6632-0049 |      |
| Rednitzhembach (Standort) | Siedlung vorgeschichtlicher Zeitstellung. | D-5-6632-0075 |      |
| Rednitzhembach (Standort) | Mittelalterliche und frühneuzeitliche Befunde im Bereich der Evangelisch-Lutherischen Pfarrkirche St. Antonius und St. Laurentius in Rednitzhembach. | D-5-6632-0172 |      |
| Rednitzhembach (Standort) | Siedlung vorgeschichtlicher Zeitstellung. | D-5-6632-0177 |      |

### Gemarkung Walpersdorf
| Lage                                  | Objekt                                            | Akten-Nr.     | Bild |
| ------------------------------------- | ------------------------------------------------- | ------------- | ---- |
| Walpersdorf Rednitzhembach (Standort) | Siedlung der Urnenfelderzeit.                     | D-5-6632-0050 |      |
| Walpersdorf Rednitzhembach (Standort) | Bestattungsplatz vorgeschichtlicher Zeitstellung. | D-5-6632-0051 |      |
| Walpersdorf Rednitzhembach (Standort) | Siedlung der Bronzezeit und Urnenfelderzeit.      | D-5-6632-0052 |      |
| Walpersdorf Rednitzhembach (Standort) | Siedlung vorgeschichtlicher Zeitstellung.         | D-5-6632-0053 |      |
| Walpersdorf Rednitzhembach (Standort) | Siedlung der Bronzezeit.                          | D-5-6732-0022 |      |
| Walpersdorf Rednitzhembach (Standort) | Siedlung vorgeschichtlicher Zeitstellung.         | D-5-6732-0023 |      |
| Walpersdorf Rednitzhembach (Standort) | Bestattungsplatz der Hallstattzeit.               | D-5-6732-0024 |      |
| Walpersdorf Rednitzhembach (Standort) | Siedlung der Urnenfelderzeit.                     | D-5-6732-0198 |      |